# Seznam relikvií Zlaté Koruny
Klášter Zlatá Koruna disponoval během své historie řadou relikvií. První, kterou získal od krále Přemysla Otakara II., byla část z trnové koruny Ježíše Krista.
Seznam není kompletní:
| Osoba           | relikvie                       | relikviář                | poznámka         |
| --------------- | ------------------------------ | ------------------------ | ---------------- |
| Ježíš Kristus   | hřeby a kopí                   | pektorálie               | záznam z r. 1661 |
| Ježíš Kristus   | chléb z poslední večeře (část) |                          | záznam z r. 1661 |
| Ježíš Kristus   | kameny z hrobu                 |                          | záznam z r. 1661 |
| Ježíš Kristus   | koruna (část)                  |                          | záznam z r. 1661 |
| Ježíš Kristus   | stůl z poslední večeře (část)  |                          | záznam z r. 1661 |
| Ježíš Kristus   | vousy z brady                  |                          | záznam z r. 1661 |
| panna Marie     | plášť (část)                   |                          | záznam z r. 1661 |
| panna Marie     | vlasy (svitek)                 |                          | záznam z r. 1661 |
| panna Marie     | vlasy                          | monstrance               | záznam z r. 1661 |
| Aaron           | prut (část)                    |                          | záznam z r. 1661 |
| svatá Barbora   | hlava                          |                          | záznam z r. 1418 |
| svatý Jiljí     | hlava                          |                          | záznam z r. 1418 |
| svatá Kateřina  | krev                           |                          | záznam z r. 1661 |
| svatá Kateřina  | šátek (ostatky)                |                          | záznam z r. 1661 |
| svatá Markéta   | hlava                          | v ametystu               | záznam z r. 1418 |
| svatá Máří      | vlasy                          |                          | záznam z r. 1661 |
| svatý Petr      | sukně                          |                          | záznam z r. 1661 |
| svatý Prokop    | hlava                          |                          | záznam z r. 1418 |
| svatý Šebestian | hnát (část)                    |                          | záznam z r. 1661 |
| svatý Václav    | krev                           |                          | záznam z r. 1661 |
| svatý Vavřinec  | rošt, na němž byl smažen       |                          | záznam z r. 1661 |
| svatý Vít       | ruka                           | stříbrné zlacené pouzdro | záznam z r. 1418 |